# Posh
Posh (uitspraakⓘ) is een Engelse uitdrukking, het betekent 'chic', 'luxueus', 'gefortuneerd'.
In het Amerikaans-Engels beschrijft het luxueuze zaken. In het Brits-Engels daarnaast ook chique mensen, die zowel rijkdom als een superieure smaak etaleren. Vaak geeft de uitdrukking ook een hint in de richting van snobisme en overdrijving, en wordt dan neerbuigend bedoeld.

## P.O.S.H.
Een populaire verklaring zegt dat het een acroniem is, ontstaan uit een typisch Britse afkorting:
"P.O.S.H. : Port out, starboard home". De afkorting stamt uit het begin van de 20e eeuw.
In tegenstelling tot het plebs, dat in de buik van het schip vervoerd werd, reisden chique Britten toen per stoomboot naar India, in een dekhut. En zij boekten de hut: "Port out, starboard home". Dus een hut aan bakboord op de uitreis en aan stuurboord op de thuisreis. Zo hadden zij zowel op de heen- als terugweg een hut aan de schaduwzijde van het schip. Hierdoor liepen zij niet het gevaar om door de zon 'ordinair bruin' te worden en bleven zij 'chic blank'.
De afkorting bij reservering voor deze hutvoorkeur, die uiteraard duurder was dan andere plekken op het schip, was P.O.S.H. Met andere woorden: rijke, chique mensen reisden POSH. Of iemand die POSH reisde, moest wel rijk en chic zijn.
In de musical Chitty Chitty Bang Bang, bevat het liedje 'P.O.S.H.' de woorden:
"Whenever I'm bored I travel abroad but ever so properly,
"Port out, starboard home, posh with a capital P-O-S-H, posh."

## Of niet?
Net zoals bij de afkorting O.K., heerst er twijfel over het waarheidsgehalte van deze verklaring. Ondanks uitputtende naspeuringen door wijlen de heer George Chowdhary-Best, onderzoeker bij The Oxford English Dictionary, waarbij hij zover ging reizigers uit die tijd te ondervragen, alsmede onderzoek in scheepsdocumenten te doen, vond hij geen ondersteunend bewijs voor deze verklaring. Maar dat sluit de hierboven beschreven verklaring ook niet uit.